# 空中バス

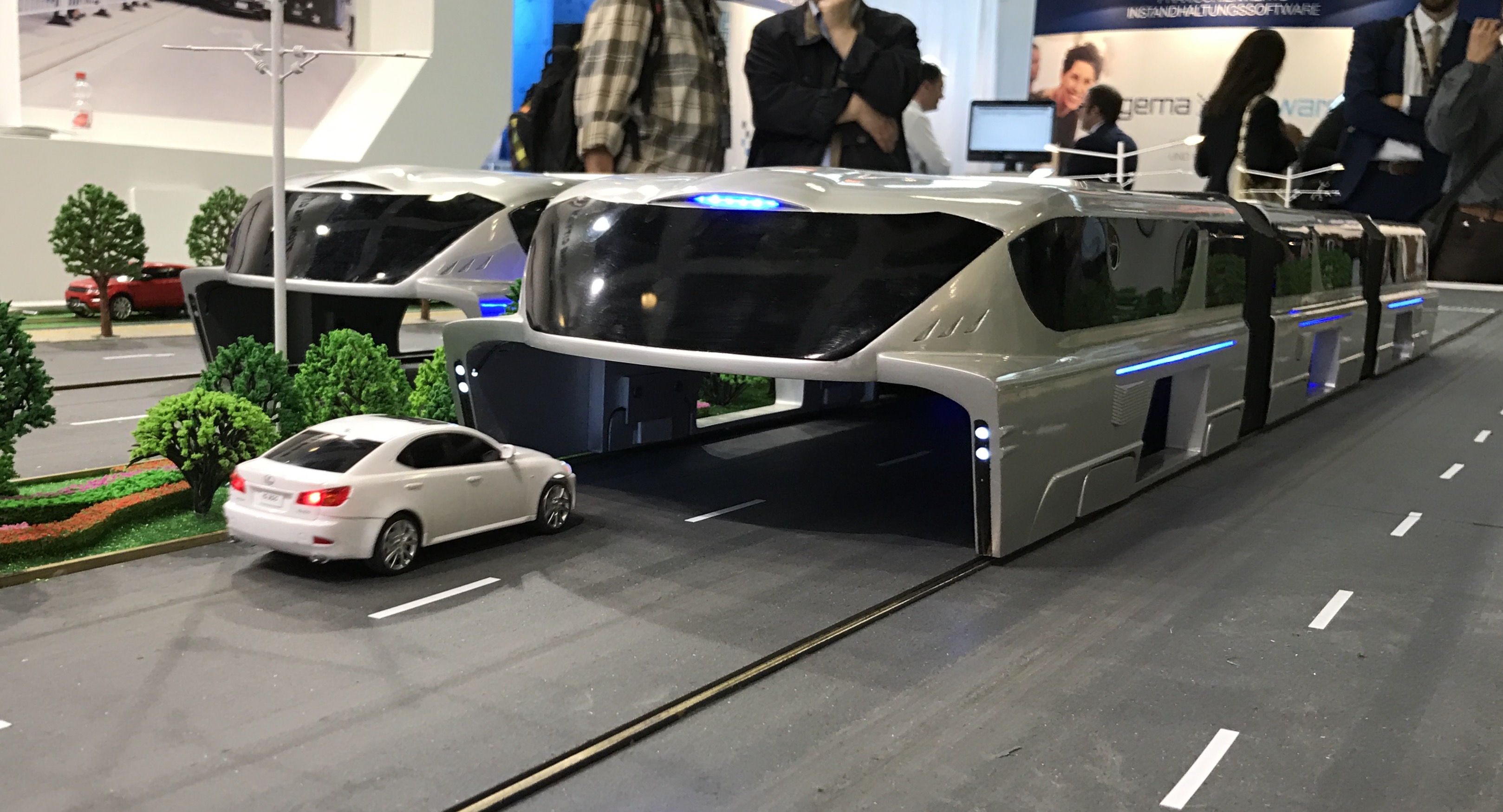

空中バス（くうちゅうバス、簡体字: 巴铁; 繁体字: 巴鐵; 拼音: Bā Tiě、英語: Transit Elevated Bus, TEB）は、中華人民共和国で計画されていた交通機関。

## 概要
中華人民共和国で2010年頃から計画されていた交通機関で、バスと地下鉄を一体化させたという乗り物。2010年11月12日にアメリカ合衆国の雑誌『TIME』が発表した2010年のベスト発明50に選出された。
2016年の第19回中国北京国際科技産業博覧会で模型が公開されて注目を集める。電気で動く大型のアーチ型バスで、2本の車道をまたいで走るという乗り物。この乗り物は2層構造になっており、上の部分に人間が乗車して、下の部分は空洞になって乗用車が走れるようになっている。平均時速は40キロメートルで、1200人が乗車できる。
2016年8月には河北省秦皇島市で実物大の試作車による走行試験が行われる。試作車の幅は7.8メートル、長さ21.6メートル、高さ4.8メートルで車体下部は高さ1.8メートルのトンネルのようになっている。動力は電気で、最高時速は60キロメートルで、道路の両端に設けられた軌道上を走行する。この日は1両のみが公開されたが、最大3両編成で運行でき、1度に1200人を運ぶことができる。だがこの時点でメーカーの関連会社は元本保証や高配当をうたい個人投資家などからバスの開発費用を集めるということを行っているため、大掛かりな投資詐欺ではないかと指摘する声も存在していた。
完成していた試験路線は長さは300メートルで、試運転を目的として建設されており、一時は運行されていたものの突然人員を撤退させて放置されていた。政府側は何度も製造側に掛け合い再検討をしようとしたが、製造側は知らんぷりであった。放置されたままの試験路線は交通に影響を与えており、夏休み前に通行の流れを保証するために2017年6月に解体されることが決まった。メーカーは撤去ではなく日本に運んで試験を行うと述べていた。
2017年7月に運営会社のトップら32人が違法に資金集めをしていた疑いで逮捕された。車両自体も技術的な問題を抱えているとされ実現の見通しが立たなくなった。